# Třaskavka (železnice)

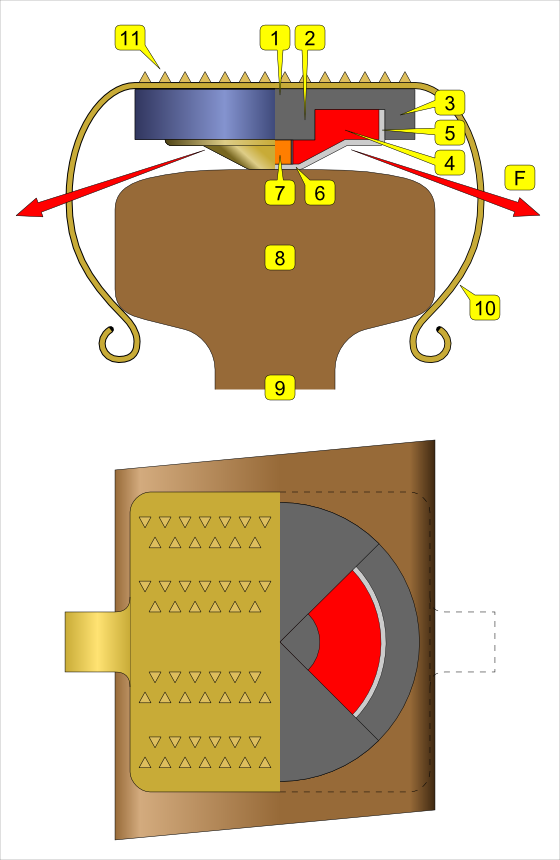
Patentované provedení třaskavky v provedení vhodném i pro pryžové obruče (částečný řez)
1 - pevné těleso
2 - vnitřní výstupek
3 - vnější okraj
4 - třaskavá náplň
5 - miska náplně
6 - dolní miska
7 - inicializační roznětka
8 - hlava kolejnice
9 - kolejnice
10 - pružina pro uchycení
11 - zdrsněný povrch
F - směr exploze

Třaskavka je v železniční dopravě výbušný výrobek určený k vyvolání akustického efektu — třesku takové intenzity, který je slyšitelný pro strojvedoucího nebo obsluhu vlaku za jízdy; cílem je předat strojvedoucímu požadavek k zastavení vlaku všemi dostupnými prostředky. Deformace materiálu kolejnice nebo železničního kola dvojkolí jako následek je nežádoucí.

## Princip
Třaskavka je inicializována (uvedena v činnost) najetím kola na třaskavku umístěnou na kolejnici, kdy mechanické zatížení uvede v činnost roznětku třaskaviny. Ve Francii byly vyvinuty třaskavky i v provedení, které nepoškozovalo pryžové obruče motorových vozů.

### Bezpečnost
Třaskavka je Řádem pro mezinárodní železniční přepravu nebezpečných věcí (RID) klasifikována jako předmět obsahující pyrotechnickou látku, která při nárazu vybuchuje se silným zvukovým efektem. Předměty jsou určeny k umístění na železničních kolejích.
Vzhledem k tomu, že je třaskavka předmět — zařízení, které svoji funkci vykonává výbuchem, vztahují se na ni odpovídající předpisy pro práci s výbušninami. Třaskavky jsou vedeny v seznamu nebezpečných látek pod UN číslem 0192 (třída 1.1), 0193 (třída 1.4), 0492 (třída 1.3) a 0493 (třída 1.4), všechny v podtřídě G. Z toho vyplývají povinnosti řádného skladování, ochrana obyvatelstva, požární riziko, znečištění a likvidace a první pomoc.
| Bezpečnostní označení třaskavek podle současných předpisů |                      |
|                                                           |                      |
| Bezpečnostní značka výbušniny třídy: 1.1, 1.3 a 1.4       | Bezpečnostní tabulky |

VarováníTřaskavka je tvořena chemickou sloučeninou, která může být funkční i několik desítek let po vyřazení z užívání.

### Zkoušky
K bezpečnosti patří také zkoušky funkčnosti třaskavek, neboť nesprávná funkce (neexplodující) by naopak ohrozila jedoucí vlak. Například návěstní předpisy z roku 1920 předepisovaly prohlídku třaskavek alespoň dvakrát do roka a provedení zkoušek, byly-li třaskavky starší 20 let na vzorku 10 kusů. Při selhání poloviny zkoušených kusů muselo být informováno Ministerstvo železnic. O dva roky později byl interval zkoušek prodloužen. Příloha 5 Návěstních předpisů ČSD D1 z roku 1983 byla posledním předpisem upravujícím v ČR uchovávání a zkoušky třaskavek. S koncem jejich platnosti byly třaskavky zrušeny.

## Historie

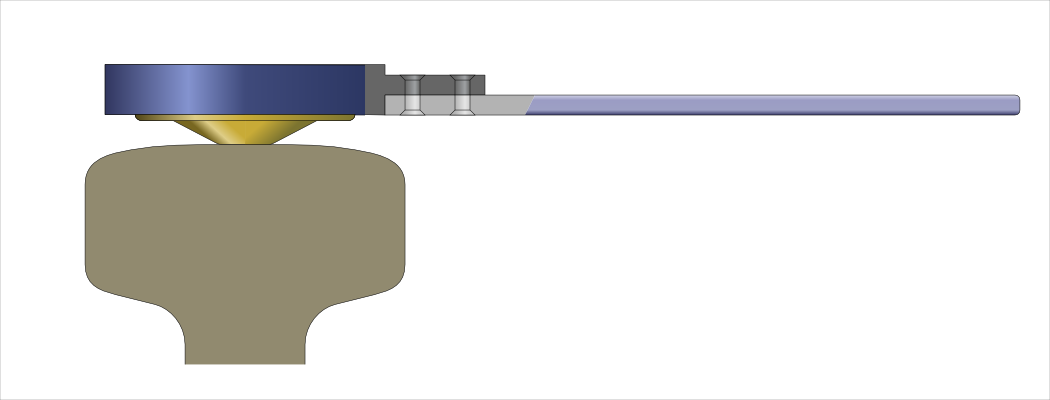
Třaskavka (viz úvodní obrázek) s ramenem pro mechanické ovládání

Signalizaci pomocí traskavek navrhl v roce 1841 E. A. Cowper v Anglii. Po čtyřech letech byly zavedeny u Jihozápadní dráhy na trati z Londýna do Birminghamu. Důvodem pro používání třaskavek byla mlha, která snižovala možnost rozeznání návěstidla v poloze Stůj. Pokládání třaskavek měl na starosti „fogsignalman“ (muž, který při zhoršené viditelnosti návěstidel klade třaskavky v určeném místě). Postupně se používání třaskavek rozšířilo do ostatních zemí, v roce 1850 je začala používat Severní dráha císaře Ferdinanda, od roku 1865 byly používány v Prusku. Používání třaskavek bylo poměrně nebezpečné pro obsluhu, a proto v Anglii v roce 1859 sestrojil Brush automatický pokladač třaskavek, zkoušela se i doplňující řešení, jako doplňující optická signalizace, kterou v roce 1867 v Rakousku dořešil Ing. Kuttig třaskavkou, která vyvíjela červený dým. Francouzská konstrukce třaskavky v provedení, které nepoškozovalo pryžové obruče motorových vozů, byla v roce 1947 spisem č. 75756 patentována i v Československu.
Užití třaskavky jako signálu k zastavení vlaku je popsáno v návěstních předpisech příslušné dráhy; u ČSD a později u ČD to tak bylo do roku 1997, kdy bylo novelizací návěstního předpisu D1 její použití zrušeno.

## Použití

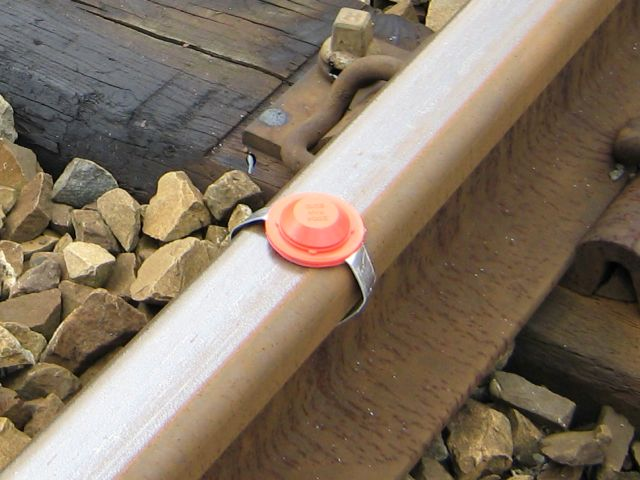
Třaskavka SNCF, Francie (~2007)

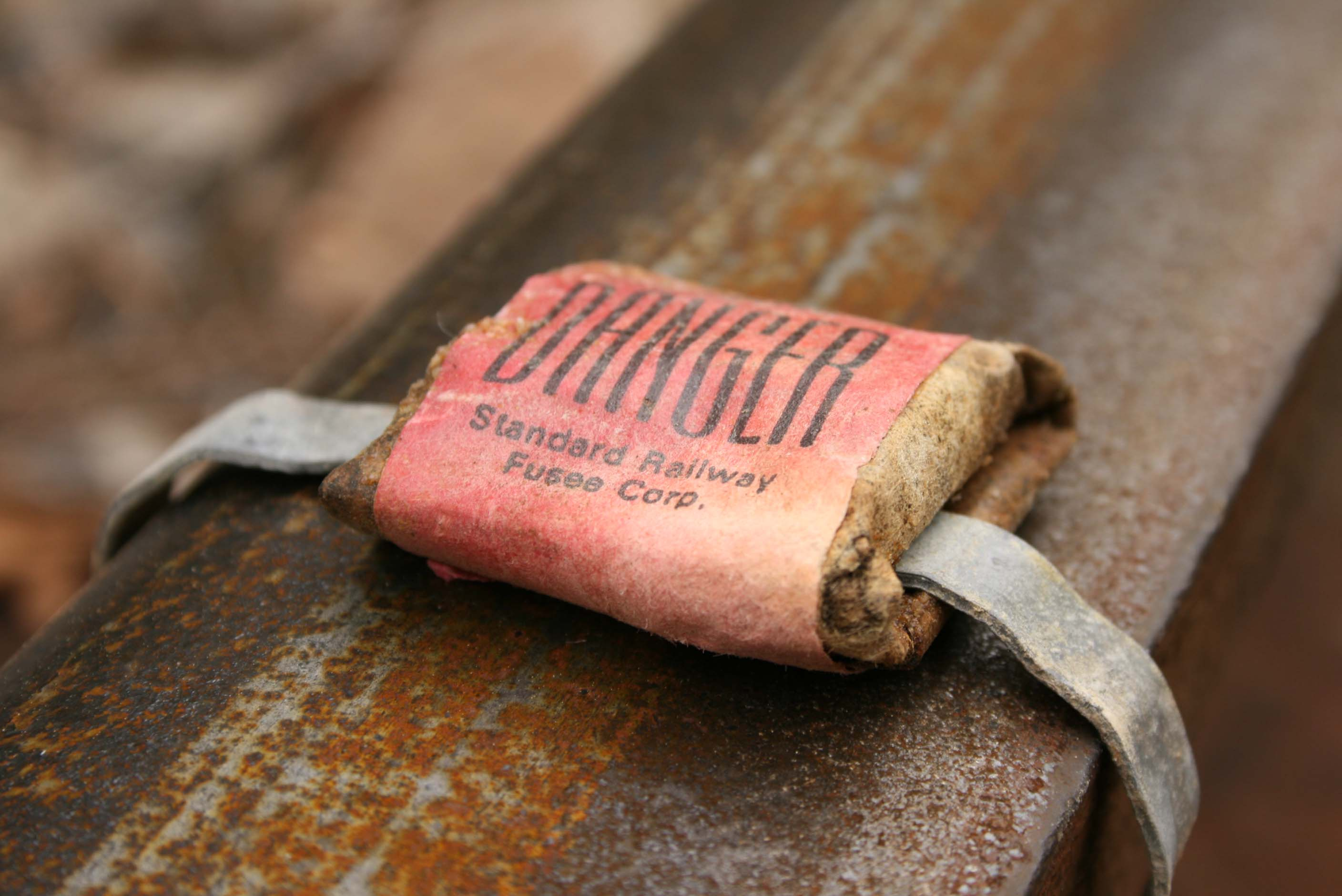
Třaskavka CN&L, USA (~2008)

### Doplňková návěst
Třaskavky se používaly jako doplňková návěst, umisťovaná na kolej ručně nebo mechanismem spojeným s návěstidlem. U návěstidla v poloze stůj ležela třaskavka na kolejnici a při projetí návěstidla explozí upozornila strojvedoucího na projetí návěsti v poloze stůj. Podobným zařízením bylo smykadlo, které bylo upevněno na lokomotivě a při projetí návěstidla v poloze stůj rozhoupalo zvonec na lokomotivě. Oba případy vyžadovaly mechanické řešení, které umisťovalo třaskavku na koleje nebo aktivovalo smykadlo podle polohy návěstidla.

### Pevně umístěné třaskavky
Připevňují se na kolejnici pomocí ocelové spony — pružiny, která zajišťuje aby třaskavka nebyla nákolkem kola smýkána nebo odhozena stranou. Třaskavky na koleje umisťuje zaměstnanec (strojvedoucí, návěstník, obchůzkář, strážník oddílu, strážník trati, vedoucí drobného vozidla) podle příslušného předpisu - obvykle na zábrzdnou vzdálenost před kryté místo nebo před návěst zakazující jízdu.
Pro návěstění se v poslední verzi československého a následně českého předpisu používaly dvě třaskavky kladené na pravou kolejnici ve směru k překážce na zábrzdnou vzdálenost od ní ve vzájemném odstupu nejméně 20 metrů. Výbuch i jediné třaskavky znamenal návěst č.  62c Stůj, zastavte všemi prostředky. Informoval strojvedoucího o neprůjezdnosti tratě v místě, kdy situace vznikne náhle, ke krytí nesjízdného místa nebo jako doplňková signalizace uzávěry kryté přenosnými návěstmi; nebyl-li čas na instalaci přenosných návěstí, užily se nejprve pouze třaskavky; přenosné návěsti se doplnily, jakmile to bylo možné. Pobyt nekrytých osob byl zakázán v okruhu 50 metrů od položené třaskavky.
Podle předchozí verze předpisu se instalovaly tři třaskavky na obě kolejnice střídavě v rozestupu několika desítek metrů.

### Pohyblivé třaskavky
Vzhledem k tomu, že vlak nemůže zastavit ihned, v místě umístění třaskavek, a ujede ještě zábrzdnou vzdálenost, vynalezl a nechal si patentovat v roce 1909 F. Petera z Gerstungenu poblíž Eisenachu pohyblivou třaskavku poháněnou raketkami. Třaskavka na malém vozíku se usadila na kolejnici ve směru proti přijíždějícímu vlaku a obsluha zapálila doutnák k raketovým motorkům. Po bezpečnostním zpoždění hoření doutnáku byly zažehnuty raketové motorky a vozík se s třaskavkou dal do pohybu proti přijíždějícímu vlaku. Signalizaci k zastavení dávaly nejen dýmové spaliny hoření motorků a následně, při nárazu na dvojkolí byl vyvolán i signál akustický. Použití v Českých zemích není známo, informace o tomto typu třaskavky pocházejí ze zahraničí.

## Konstrukce železničních vozidel
Aby přijíždějící železniční kolejové vozidlo některou svou částí, například písečníkem nebo smetadlem, třaskavku z kolejnice neshodilo nebo ji neodsunulo, je v předepsaném limitním obrysu pro vozidla s možností použití třaskavky počítáno.

## Výrobce
V Československu vyráběla třaskavky společnost Sellier & Bellot, a.s. Vlašim.